# 네페르타리

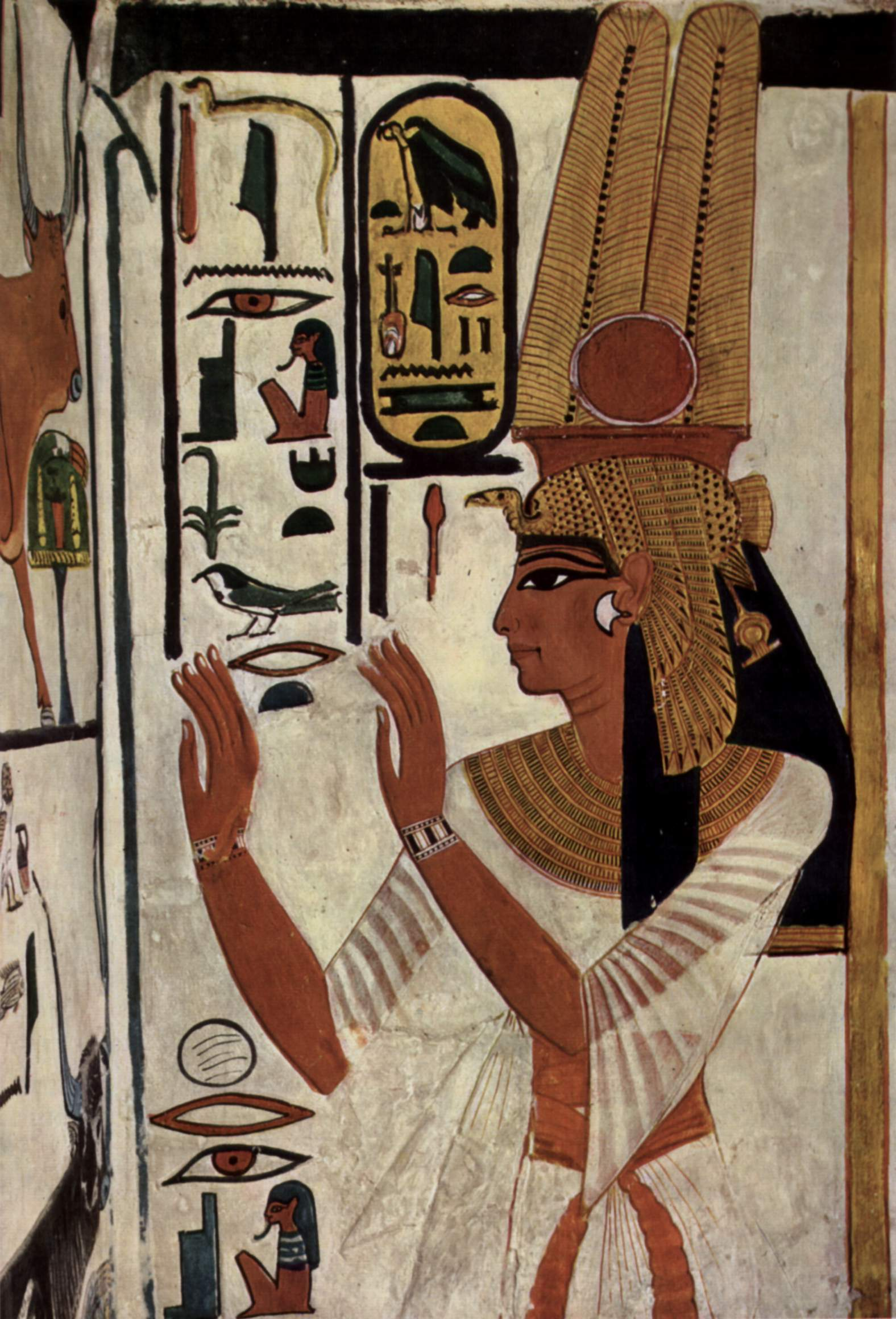
네페르타리

네페르타리(Nefertari, 기원전 1301년경 ~ 기원전 1255년)는 고대 이집트의 왕비로 이집트 제19왕조의 파라오인 람세스 2세의 부인 중 한 명이다. 람세스 2세가 매우 총애하였다고 전해지며 그녀를 위해 아부 심벨에 따로 신전을 만들었다 한다. 근처에 그녀의 무덤이 있는데 네페르타리의 무덤인 QV66은 왕비의 계곡(Valley of the Queens) 중 가장 크고 화려한 무덤이다.
그녀의 이름인 네페르타리는 "완벽한 아름다움"이라는 뜻인데 그녀의 생애에 대해서 그리 많은 자료는 남아 있지 않다. 네페르타리가 13살 때, 15살의 람세스 2세와 혼인을 하였고 람세스가 파라오에 오르자 이세트노프레트(Isetnofret)와 함께 왕비에 책봉된다. 람세스 2세가 왕위에 오르고 초기 20년간 네페르타리는 왕비로서 영향력을 행사했으며 가장 많은 총애를 받았다. 람세스 2세가 파라오에 오른 지 25년째 되던 해에 사망하였다 하며 슬하에 아들인 왕세자 아문-헤르-케페셰프(Amun-her-khepeshef)와 딸 메리타멘(Meritamen)을 두었다. 네페르타리가 죽자 메리타멘은 아버지 람세스 2세의 왕비가 되었다.